# Gala (TV igra)
Gala je slovenska srednjemetražna kriminalno dramska TV igra iz leta 1997. 

### Zgodba
Pokvarjeni politik izkoristi mlado novinarko Galo za svoje igre in ji na koncu uniči kariero, pri tem pa mu gre na roko njena zavistna in povzpetna kolegica. Urednik je ne zaščiti. Politik postane veleposlanik v neki eksotični državi.

## Kritike
Ženja Leiler (Delo) je Buha in Tomašiča označila za znani tandem s permanentnim dovoljenjem za snemanje, sam film pa za nevrednega razmišljanja, obsojenega na pozabo in »politično pamfletistično tragikomedijo ekranizirano gledališkega sloga«. Opazila je, da so ga posneli za drobiž v prostorih nacionalne televizije in se vprašala, zakaj niso za dodaten zaslužek nastopili kar novinarji. Zmotilo jo je tudi stereotipno rivalstvo med ženskama. Film se ji je zdel prekratek, saj se konča tam, kjer bi se moral začeti. V šali je dejala, da je Gala morda avtoportret obubožane nacionalne televizije.

## Zasedba
- Darja Reichman: Gala
- Nataša Barbara Gračner: Eva
- Ivo Ban
- Aleš Valič
- Dare Valič

## Ekipa
- fotografija: Jure Nemec
- glasba: Janez Gregorc
- montaža: Milan Milošević
- scenografija: Mojca Vilhar
- kostumografija: Svetlana Visintin
- maska: Marija Jurovič